# Colline Metallifere grossetane
Le Colline Metallifere grossetane si estendono con il loro territorio nella parte settentrionale della provincia di Grosseto, comprendendo il versante meridionale delle Colline Metallifere propriamente dette che si estendono a cavallo tra le province di Pisa, Livorno, Siena e Grosseto.
Per le caratteristiche del sottosuolo, può essere incluso nella suddetta area geografica anche il massiccio collinare di Poggio Ballone, diviso dal restante territorio collinare dalla piana del fiume Pecora che si apre verso il golfo di Follonica.
L'intera zona occupa i territori comunali di Massa Marittima, Monterotondo Marittimo, Montieri, Roccastrada, Scarlino, Gavorrano, l'entroterra pedocollinare del comune di Follonica e la parte nord-orientale del comune di Castiglione della Pescaia.

## Geografia
L'area si caratterizza per i numerosi giacimenti minerari presenti nel sottosuolo, molti dei quali venivano sfruttati fin dall'epoca medievale; le miniere più importanti si trovano nei territori comunali di Massa Marittima, Montieri (presso la località di Boccheggiano) e Gavorrano. Da segnalare, l'area delle Roste nei pressi di Montieri, dove le caratteristiche del terreno testimoniano tuttora le attività minerarie del passato, così come il Pozzo Roma e il Pozzo Impero presso Gavorrano.
Da segnalare anche la presenza di soffioni boraciferi presso Monterotondo Marittimo che vengono sfruttati per la produzione di energia geotermica; grazie a tali risorse, nella zona è stata raggiunta una parziale autosufficienza per il riscaldamento invernale e per l'illuminazione. L'area delle Biancane è certamente la più rappresentativa della geotermia locale.
Nell'area tra Massa Marittima e Gavorrano si estende anche il Lago dell'Accesa, unico bacino lacustre della provincia di Grosseto che non abbia le caratteristiche del lago costiero.
In generale, la zona è prevalentemente collinare, lambendo in alcuni punti la parte settentrionale della Maremma grossetana ed elevandosi in altri a quote montane, seppur isolatamente, superando di poco i mille metri di quota sulle Cornate di Gerfalco e sul Poggio di Montieri, che costituiscono anche le vette più elevate dell'intero territorio interprovinciale delle Colline Metallifere.

### Clima
Per quanto riguarda il clima l'area risulta mediamente la più piovosa dell'intera provincia di Grosseto per l'esposizione dei rilievi ai venti meridionali (valori superiori ovunque ai 700 mm annui, con punte massime oltre i 1000 mm sulle vette più alte): le precipitazioni sono concentrate specialmente in primavera ed autunno ma non mancano episodi temporaleschi estivi pomeridiani o serali di origini termo-convettive. Inoltre, in rapporto all'altitudine, questa zona risulta più fredda e sottoposta alle precipitazioni nevose invernali delle corrispondenti quote del Monte Amiata.
Nella tabella sottostante sono riportati i dati climatici medi relativi al trentennio 1951-1980, forniti da alcune stazioni facenti capo al servizio idrologico.
| Località               | latitudine | altitudine       | temperatura media annua | precipitazioni medie annue | media di riferimento |
| ---------------------- | ---------- | ---------------- | ----------------------- | -------------------------- | -------------------- |
| Torniella              |            | 442 metri s.l.m. | 13,2 °C                 | 1 107 mm                   | 1951-1980            |
| Boccheggiano           |            | 664 metri s.l.m. | 12,1 °C                 | 1 168 mm                   | 1951-1980            |
| Travale                |            | 521 metri s.l.m. | 13,4 °C                 | 1 122 mm                   | 1951-1980            |
| Gerfalco               |            | 732 metri s.l.m. | 11,7 °C                 | 1 046 mm                   | 1951-1980            |
| Monterotondo Marittimo |            | 515 metri s.l.m. | 12,9 °C                 | 1 005 mm                   | 1951-1980            |
| Montioni               |            | 167 metri s.l.m. | 15,1 °C                 | 815 mm                     | 1951-1980            |
| Montebamboli           |            | 338 metri s.l.m. | 14,0 °C                 | 913 mm                     | 1951-1980            |
| Massa Marittima        |            | 370 metri s.l.m. | 13,9 °C                 | 921 mm                     | 1951-1980            |
| Roccatederighi         |            | 537 metri s.l.m. | 12,8 °C                 | 944 mm                     | 1951-1980            |
| Roccastrada            |            | 470 metri s.l.m. | 13,1 °C                 | 838 mm                     | 1951-1980            |
| Ribolla                |            | 50 metri s.l.m.  | 15,2 °C                 | 853 mm                     | 1951-1980            |
| Castel di Pietra       |            | 56 metri s.l.m.  | 15,2 °C                 | 887 mm                     | 1951-1980            |
| Caldana                |            | 179 metri s.l.m. | 14,6 °C                 | 821 mm                     | 1951-1980            |
| Giuncarico-Lupo        |            | 14 metri s.l.m.  | 15,4 °C                 | 801 mm                     | 1951-1980            |
| Scarlino               |            | 229 metri s.l.m. | 14,7 °C                 | 766 mm                     | 1951-1980            |
| Tirli                  |            | 440 metri s.l.m. | 13,3 °C                 | 821 mm                     | 1951-1980            |

## Luoghi d'interesse

### Centri storici
- Massa Marittima
- Tatti
- Prata
- Montieri
- Gerfalco
- Boccheggiano
- Travale
- Monterotondo Marittimo
- Scarlino
- Gavorrano
- Roccastrada
- Montemassi
- Roccatederighi
- Torniella

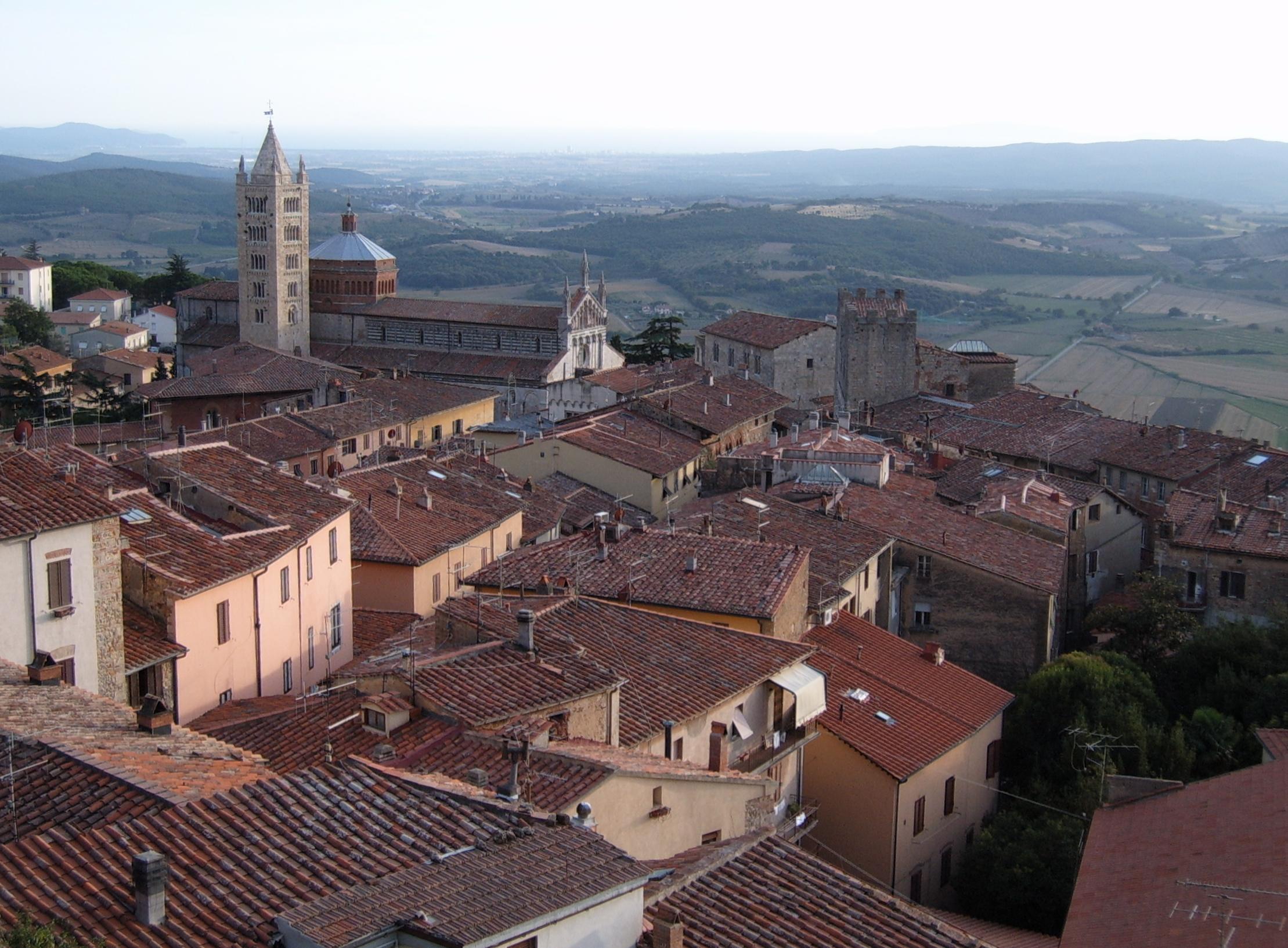
Scorcio panoramico di Massa Marittima

- Vetulonia, con la vicina area archeologica etrusca
- Buriano

### Castelli

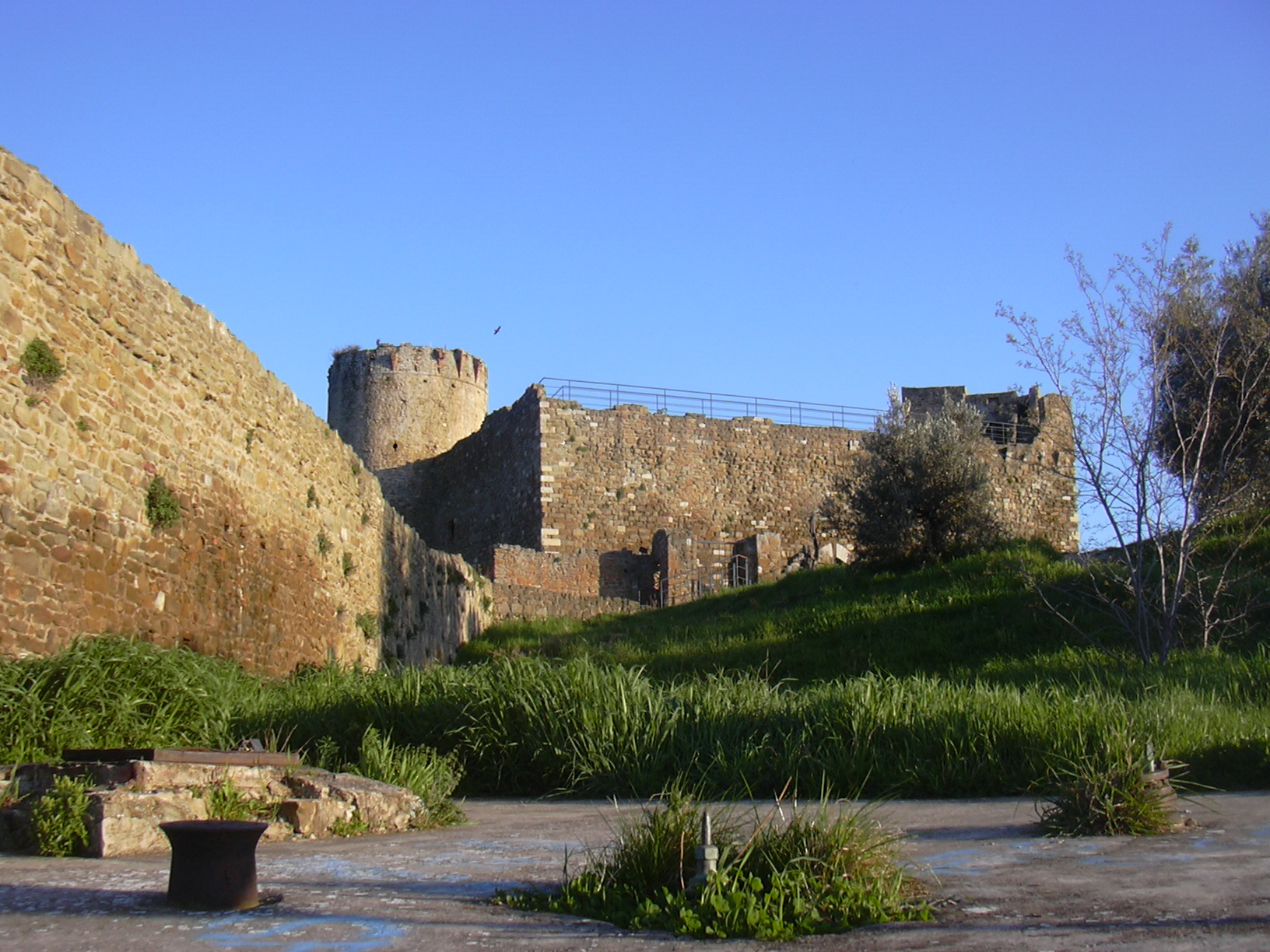
Il Castello di Scarlino, antica rocca aldobrandesca

- Castello di Scarlino
- Castello di Montemassi
- Castel di Pietra
- Castello di Belagaio
- Castello di Monte Lattaia
- Castello di Sassoforte
- Castello di Casallia

### Abbazie e monasteri
- Abbazia di San Salvatore a Giugnano
- Abbazia di San Bartolomeo a Sestinga

### Comuni
| N° | Stemma | Comune                              | Superficie (km²) | Popolazione (ab. 01-2014) | Densità (ab/km²) | CAP   |
| -- | ------ | ----------------------------------- | ---------------- | ------------------------- | ---------------- | ----- |
| 1  |        | Follonica                           | 56,02            | 21777                     | 388,74           | 58022 |
| 2  |        | Roccastrada                         | 284,47           | 9274                      | 32,60            | 58036 |
| 3  |        | Gavorrano                           | 163,98           | 8777                      | 53,52            | 58023 |
| 4  |        | Massa Marittima                     | 283,45           | 8660                      | 30,55            | 58024 |
| 5  |        | Castiglione della Pescaia           | 209,28           | 7364                      | 35,19            | 58043 |
| 6  |        | Scarlino                            | 88,29            | 3855                      | 43,66            | 58020 |
| 7  |        | Monterotondo Marittimo              | 102,59           | 1363                      | 13,29            | 58025 |
| 8  |        | Montieri                            | 108,21           | 1239                      | 11,45            | 58026 |
|    |        | Tot. Colline metallifere grossetane | 1296,73          | 62309                     | 48,05            |       |